# GitLab
GitLab és una plataforma per a la col·laboració en la programació de codi obert que utilitza el sistema de control de versions Git. El 2011 Dmitriy Zaporozhets el va desenvolupar. El 2017 va patir un problema de recuperació d'emergència.